# Fabrizio Spada
Fabrizio Spada (ur. 17 marca 1643 w Rzymie – zm. 15 czerwca 1717 tamże) – włoski duchowny, kardynał, z rodu markizów Castelviscardo.

## Życiorys
W 1664 uzyskał doktorat obojga praw (rzymskiego i kanonicznego) prawdopodobnie na Uniwersytecie w Perugii. W grudniu 1669 przyjął święcenia kapłańskie. W sierpniu 1672 papież Klemens X mianował go tytularnym arcybiskupem Patras (udzielając mu przy tym dyspensy z powodu młodego wieku), asystentem papieskiego tronu i nuncjuszem apostolskim w Sabaudii. Dwa lata później objął nuncjaturę w Paryżu, a w 1675, w wieku zaledwie 32 lat, został kreowany kardynałem prezbiterem z tytułem San Callisto. Uczestniczył w konklawe 1676, 1689, 1691 i 1700. Ponadto był legatem w Urbino (1686-92) i kamerlingiem Św. Kolegium Kardynałów (1688-89)
Największymi wpływami cieszył się za pontyfikatu papieża Innocentego XII, który mianował go swoim sekretarzem stanu. W 1700 nowy papież Klemens XI zdymisjonował go z funkcji sekretarza stanu, powierzając mu zarazem kierowanie Trybunałem Apostolskiej Sygnatury Sprawiedliwości. 19 lutego 1710 objął podmiejską diecezję Palestrina. Od 1713 był sekretarzem Rzymskiej Inkwizycji. Zmarł 15 czerwca 1717 ok. godz. 22 w Rzymie w pałacu należącym do jego rodziny.